# امیل هویلوند
امیل هویلوند (انگلیسی: Emil Højlund؛ زادهٔ ۴ ژانویهٔ ۲۰۰۵) بازیکن فوتبال اهل دانمارک است.
وی همچنین در تیم‌های ملی فوتبال زیر ۱۶، ۱۷ و ۱۸ سال دانمارک بازی کرده‌است.

## زندگی شخصی
برادر بزرگ‌تر وی، راسموس هویلوند نیز بازیکن فوتبال است که سابقه بازی برای آتالانتا و منچستر یونایتد را دارد.
همچنین برادر دوقلوی وی، اسکار هویلوند، نیز بازیکن فوتبال است که سابقه بازی برای باشگاه فوتبال کپنهاگن دانمارک را دارد.